# Carlos Llamosa
Carlos Llamosa (Palmira, 30 de junho de 1969) é um ex-futebolista colombiano naturalizado estadunidense, que atuava como zagueiro. 

## Carreira
Carlos Llamosa se profissionalizou no Colmena, em 1986. Atualmente é o técnico assistente do Portland Timbers.

## Seleção
Carlos Llamosa integrou a Seleção Estadunidense de Futebol na Copa das Confederações de 1999.
Ele é mais um representante da "miscigenação latina" da Seleção dos EUA. Llamosa jogou 29 vezes entre 1998 e 2002 na seleção ianque, sem marcar nenhum gol.